# تحصیل کهاریان
تحصیل خریان (به انگلیسی: Kharian Tehsil) یک تحصیل در پاکستان است که در پنجاب واقع شده‌است.

## روستاها و شهرها
- چوہدو شریف
- سدوال جٹاں
- منڈیر
- گُھرکو
- جوڑا
- مہمند چک
- کوٹلی شاہجہانیاں
- پنجن کسانہ
- لالہ موسی
- دھوریہ
- جنڈانوالہ
- ڈھولا
- صبور
- بزرگوال
- کوٹلہ سارنگ خان
- اسماعیلہ شریف
- اتم
- کولیاں حبیب
- کالس
- ڈھوا
- دھیدڑ
- دھنی
- باسریاں
- نونانوالی
- ڈمیان
- بھاگو
- پنڈی
- حقیقہ
- موہری شریف
- کوٹھہ
- سنت پورہ
- بدر مرجان
- مرجان
- مکوال
- ڈوگہ
- دھیال
- ککرالی
- کوٹلہ ارب علی خان
- ککرالی
- ہکلہ گجراں
- میکن
- آکیہ
- ویلج ایڈ
- دینہ چک
- شاہ سر مست
- ٹھیکریاں
- علی چک
- باہر وال
- باغانوالہ
- چیچیاں
- گلیانہ
- بھگوال
- نٹھر
- بھدر
- ڈھل گہیڑ
- بیگہ
- کلیوال سیداں
- دیونہ منڈی
- آلی
- سیدھڑی
- ٹبہ بوٹے شاہ
- ٹبہ حامد شاہ
- سیدیں
- جوڑہ
- کرنانہ
- باشنہ
- چھوکر کلاں
- اخلاص پور
- نندو وال
- چک اسکندر 30
- چک اسکندر 53
- عمر چک
- امرہ
- پنجن شير شہانہ
- پنجن شہانہ
- پسوال